# دراگان کاناتلاروفسکی
دراگان کاناتلاروفسکی (مقدونی: Драги Канатларовски - Цапар؛ زادهٔ ۸ نوامبر ۱۹۶۰) بازیکن سابق و مربی فوتبال اهل مقدونیه شمالی است.
از باشگاه‌هایی که در آن بازی کرده‌است می‌توان به باشگاه فوتبال واردار، باشگاه فوتبال ستاره سرخ بلگراد، و باشگاه فوتبال دپورتیوو لاکرونیا اشاره کرد.
وی همچنین در تیم‌های ملی فوتبال یوگسلاوی و مقدونیه شمالی بازی کرده‌است.